# Geranium wislizeni
Geranium wislizeni är en näveväxtart som beskrevs av Sereno Watson. Geranium wislizeni ingår i släktet nävor, och familjen näveväxter. Inga underarter finns listade i Catalogue of Life.